# سوسک‌های زمینی
سوسک‌های زمینی یک خانواده بزرگ از قاب‌بالان است که تمام جهان را شامل می‌شود و بیش از ۴۰،۰۰۰ گونه دارد. حدود ۲،۰۰۰ گونه ار این سوسک‌ها در آمریکای شمالی و ۲،۷۰۰ گونه در اروپا یافت شده‌است. 